# Ocupação japonesa das Índias Orientais Neerlandesas

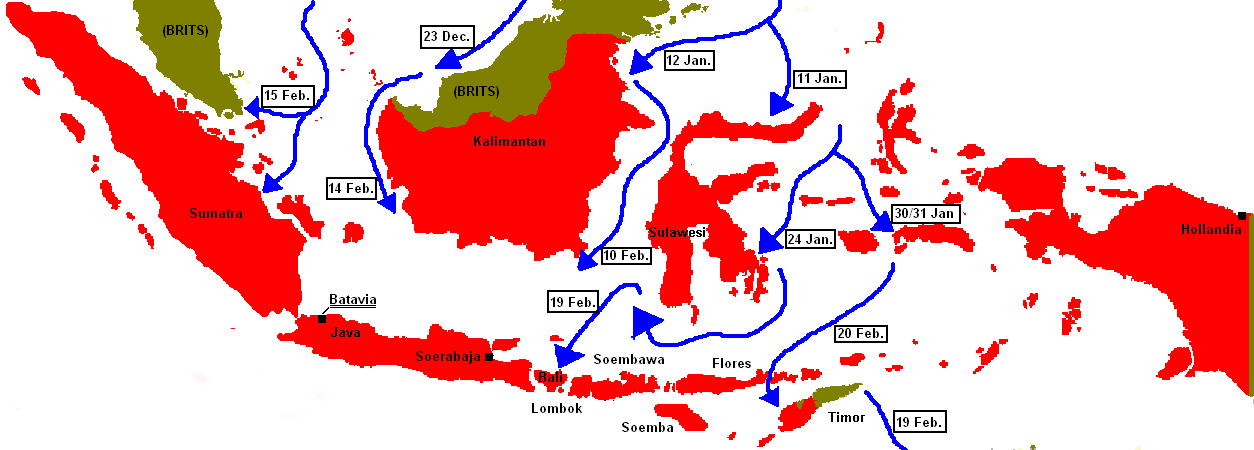
Avanço japonês através das Índias Orientais Neerlandesas em 1942

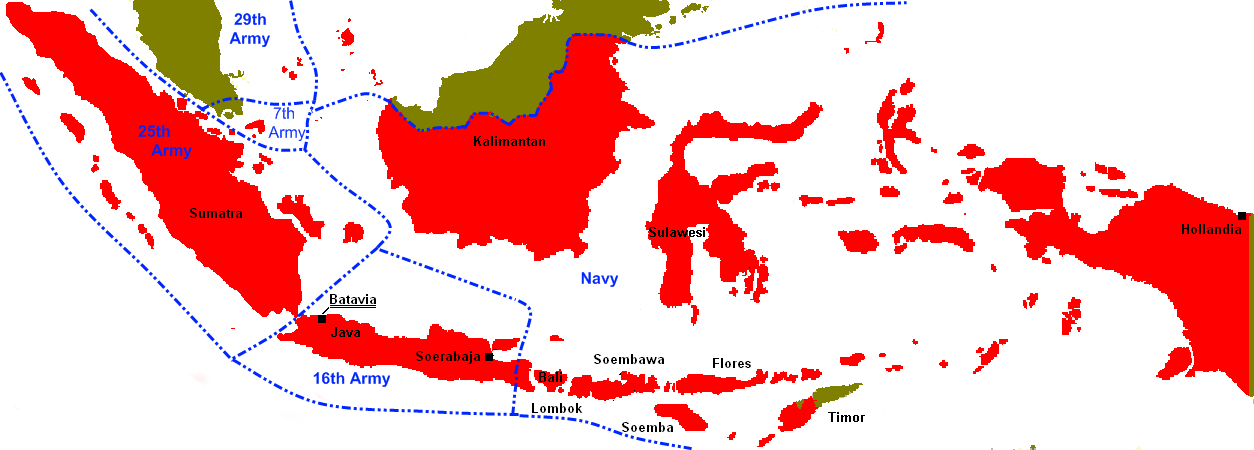
Índias Orientais Neerlandesas, sob a ocupação japonesa

O Império Japonês ocupou as Índias Orientais Neerlandesas (atual Indonésia durante a Segunda Guerra Mundial a partir de março de 1942 até depois do fim da guerra em 1945. O período foi um dos mais críticos da história da Indonésia e marca o fim da colonização holandesa no país.
A ocupação foi o primeiro desafio sério para os holandeses nas Índias Orientais Holandesas, que terminou o domínio colonial holandês e, ao seu final, as mudanças foram tão numerosas e extraordinárias que a subseqüente, Revolução Indonésia, foi possível de uma forma inviável apenas três anos antes. Sob a ocupação alemã, a Holanda foi incapaz de defender sua colônia contra o exército japonês, e menos de três meses após os primeiros ataques em Bornéu, a marinha e o exército japonês destroem as forças holandesas e as aliadas, terminando mais de 300 anos da presença colonial holandesa na Indonésia. Entre 1944-1945, as tropas aliadas passavam em grande parte pela Indonésia, e não lutavam em seu percurso para as regiões mais populosas, como Java e Sumatra. Como tal, a maior parte da Indonésia ainda estava sob ocupação japonesa no momento de sua rendição em agosto de 1945.
Os efeitos mais duradouros e profundos da ocupação foram, no entanto, ao povo indonésio. Inicialmente, a maioria tinha otimismo e deram boas-vindas com alegria aos japoneses vendo-os como libertadores dos seus senhores coloniais holandesas. Esse sentimento mudou rapidamente quando a ocupação acabou por ser um regime colonial mais opressivo e desastroso na história da Indonésia. Como consequência, os indonésios foram pela primeira vez politizados até o nível da aldeia. Mas este despertar político foi também em parte devido ao modelo japonês, particularmente em Java e em menor medida Sumatra, os japoneses educaram, treinaram e armaram muitos jovens indonésios e deram aos seus líderes nacionalistas uma voz política. Assim, através tanto da destruição do regime colonial holandês e da facilitação do nacionalismo indonésio, a ocupação japonesa criou as condições para uma reivindicação da independência da Indonésia. Após a Segunda Guerra Mundial, os indonésios seguiram uma luta de cinco amargos anos diplomáticos, militar e social, antes de assegurar a independência.